# Гауденціо Бернасконі
Гауденціо Бернасконі (італ. Gaudenzio Bernasconi; 8 серпня 1932, Понте-Сан-П'єтро — 10 січня 2023, Бергамо) — італійський футболіст, що грав на позиціях захисника і півзахисника, зокрема за клуб «Сампдорія», а також національну збірну Італії. По завершенні ігрової кар'єри — тренер.

## Клубна кар'єра
Народився 8 серпня 1932 року в місті Понте-Сан-П'єтро. Вихованець футбольної школи клубу «Віта Нова». Дорослу футбольну кар'єру розпочав 1949 року в основній команді того ж клубу, в якій провів три сезони, взявши участь у 51 матчі чемпіонату.
Протягом 1952—1954 років захищав кольори вищолігової «Аталанти».
Влітку 1954 року перейшов до іншого представника Серії A, клубу «Сампдорія», у складі якого на наступні одинадцять сезонів став гравцем основного складу. Найвищим досягненням генуезького клубу за цей період було п'яте місце у чемпіонаті в сезоні 1958/59.
1965 року приєднався до третьолігового клубу «Єзі», з наступного року поєднував виступи на футбольному полі з тренерською роботою. Завершував ігрову кар'єру у четвертому італійському дивизіоні, де протягом 1968—1970 років був граючим тренером команди «Урбіно».

## Виступи за збірні
1954 року провів дві гри у складі молодіжної збірної Італії.
1956 року дебютував в офіційних матчах у складі національної збірної Італії. Протягом наступних чотирьох років взяв участь у ще п'яти іграх за національну команду.

## Кар'єра тренера
Розпочав тренерську кар'єру, ще продовжуючи грати на полі, 1966 року, очоливши тренерський штаб клубу «Єзі». Згодом також був граючим тренером команди «Урбіно», після чого сконцентрувався на тренерській роботі, працював з низкою нижчолігових італійських команд.
| Дата      | Місто          | Господарі  | Результат | Гості    | Турнір            | Голи | Примітки |
| --------- | -------------- | ---------- | --------- | -------- | ----------------- | ---- | -------- |
| 25-4-1956 | Мілан          | Італія     | 3 – 0     | Бразилія | товариський матч  | -    |          |
| 24-6-1956 | Буенос-Айрес   | Аргентина  | 1 – 0     | Італія   | товариський матч  | -    |          |
| 1-7-1956  | Ріо-де-Жанейро | Бразилія   | 2 – 0     | Італія   | товариський матч  | -    |          |
| 26-5-1957 | Лісабон        | Португалія | 3 – 0     | Італія   | Відбір до ЧС 1958 | -    |          |
| 28-2-1959 | Рим            | Італія     | 1 – 1     | Іспанія  | товариський матч  | -    |          |
| 6-5-1959  | Лондон         | Англія     | 2 – 2     | Італія   | товариський матч  | -    |          |
| Усього    |                | Матчів     | 6         |          | Голів             | 0    |          |